# Березовский, Александр Елеазарович
Александр Елеазарович Березовский (1868 — после 1912) — председатель Ардатовской уездной земской управы в 1904—1907 годах, член III Государственной думы от Симбирской губернии.

## Биография

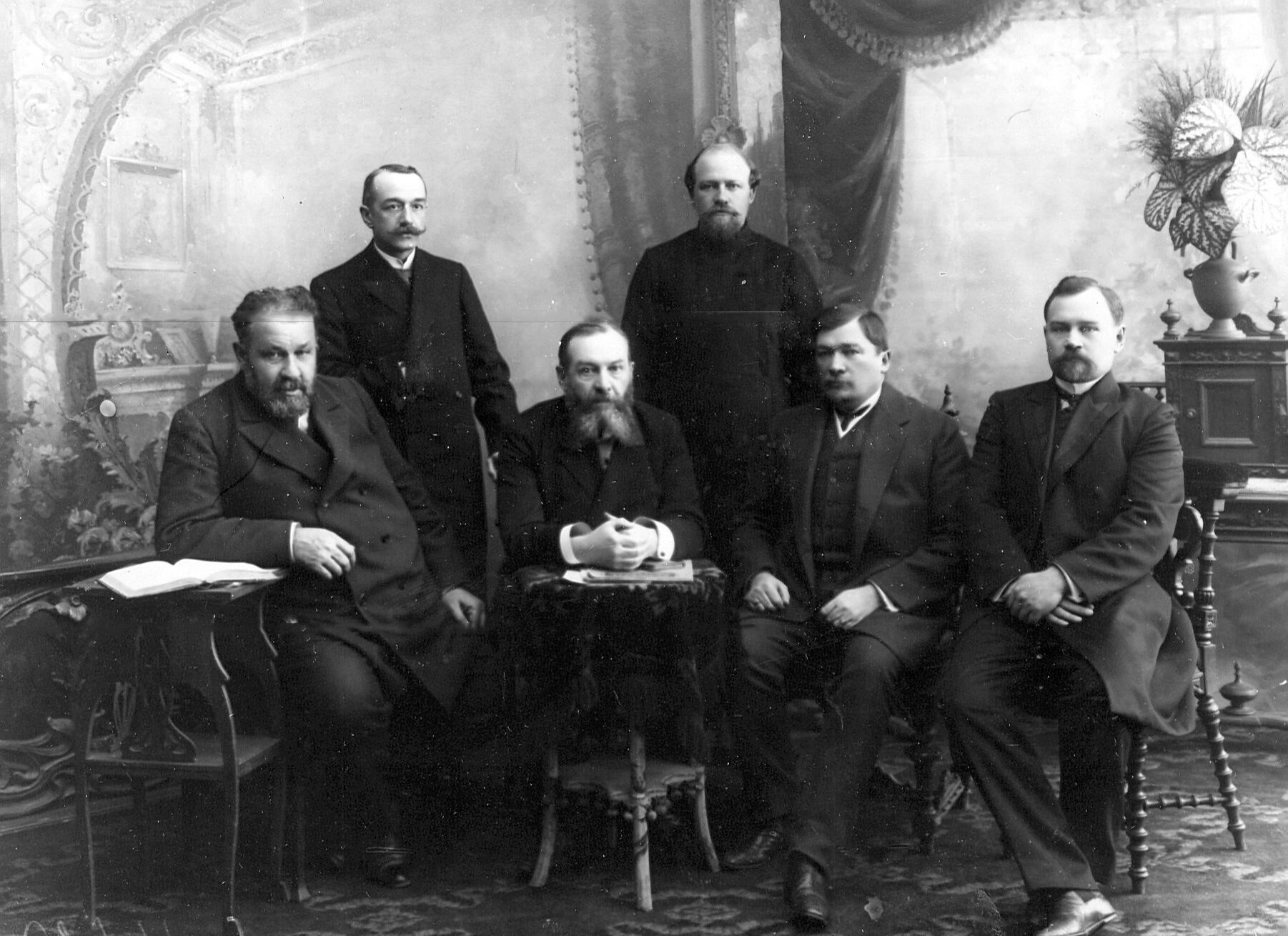
Члены государственной Думы III созыва от Симбирской губернии. А. Е. Березовский — второй справа, сидит.

Потомственный дворянин. Землевладелец Ардатовского уезда (250 десятин), домовладелец.
По окончании земледельческой школы в Москве в 1888 году поступил в Петровскую сельскохозяйственную академию, но вынужден был уйти с первого курса. В течение одиннадцати лет занимался сельским хозяйством в своем имении, управлял делами других лиц и вел торговлю хлебом.
Избирался гласным Ардатовского уездного и Симбирского губернского земских собраний, принимал активное участие в организации агрономической помощи населению. В 1898 году поступил в Московский сельскохозяйственный институт, который окончил в 1902 году со званием агронома 1-й степени. В 1904 году был избран председателем Ардатовской уездной земской управы. Был уполномоченным по губернии от общеземской организации и вольно-экономического общества для оказания помощи голодающим, принимал деятельное участие в работах землеустроительной комиссии. В 1907 году был забаллотирован на выборах в уездные гласные, а затем и в председатели управы. Участвовал в первых съездах земских и городских деятелей в Москве.
В 1907 году был избран членом III Государственной думы от 2-го съезда городских избирателей Симбирской губернии. Входил во фракцию кадетов. Состоял членом комиссий: бюджетной, сельскохозяйственной, земельной, продовольственной, а также по исполнению государственной росписи доходов и расходов.
Судьба после 1912 года неизвестна.